# Шандор Олександр Андрійович
Олександр Андрійович Шандор (нар. 23 грудня 1988) — колишній український футболіст, а нині — футбольний арбітр.

## Кар'єра гравця
Вихованець ДЮСШ «Карпати» (Львів), у футболці яких до 2005 року виступав у ДЮФЛУ. Намагався розпочати дорослу футбольну кар'єру. З 2006 по 2007 рік виступав у чемпіонаті Києва за «ДЮСШ-17-Новобіличі» та «ДЮСШ-17-Новобіличі-2». У 2008 році став гравцем київської «Батьківщини», але по завершенні наступного сезону вирішив закінчити кар'єру футболіста. У сезоні 2014/15 років грав за FC Referee (Львів) у чемпіонаті Львівської області з футзалу.

## Кар'єра арбітра
Кар'єру арбітра розпочав 2008 року, спочатку обслуговував матчі регіональних футбольних турнірів. Потім працював на поєдинках ДЮФЛУ та ААФУ. У 2012 році дебютував у матчах Другої ліги України, а 2016 року — Першої ліги. Влітку 2020 року переведений обслуговувати матчі Прем'єр-ліги України. Перший поєдинок — «Шахтар» (Донецьк) : «Колос» (Ковалівка) (15 липня 2020 року, 2:0).
Запам'ятався скандальним суддівством матчу Верес - Шахтар 2 серпня 2023. Скандальним суддівством матчу Олександрія - Минай 16 вересня 2023. Скандальним суддівством у грі Металіста 1925 проти Чорноморця 6 листопада 2023

## Особисте життя
Батько, Андрій Арпадович, відомий український футбольний арбітр. Дідусь, Арпад Адальбертович, радянський футболіст.